# 40-talet f.Kr.

## Händelser
- 43 f.Kr. - Andra triumviratet, Marcus Antonius, Octavianus och Lepidus.

## Födda
- 46 f.Kr. – Varus, romersk fältherre och politiker.
- 16 november 42 f.Kr. – Tiberius, kejsare av Rom.

## Avlidna
- 15 mars 44 f.Kr. - Julius Caesar, romersk fältherre och statsman (mördad).
- 7 december 43 f.Kr. - Cicero, romersk talare, författare och politiker (mördad, född 106 f.Kr.).